# NGC 2257
NGC 2257 (другое обозначение — ESO 87-SC24) — старое шаровое скопление в созвездии Золотой Рыбы, расположенное в Большом Магеллановом Облаке на расстоянии 160—165 тысяч световых лет. Оно является одним из самых старых скоплений в Большом Магеллановом Облаке: возраст NGC 2257 составляет около 12 миллиардов лет. С учётом углового размера скопления (3,5—5 минут дуги), его диаметр приблизительно равен 17—24 световым годам, хотя подавляющее большинство звёзд находится не далее 8 световых лет от центра скопления. В нём было обнаружено 28 переменных.
Шаровое скопление было открыто 30 ноября 1834 года Уильямом Гершелем.
Этот объект входит в число перечисленных в оригинальной редакции «Нового общего каталога».
Имеются свидетельства уширения главной последовательности, что говорит о неоднородности звёздного населения в скоплении.